# Hřbitovní kaple (Affing)
Hřbitovní kaple je katolická kaple v Affingu (Bavorsko, asi 20 km severovýchodně od Augsburgu) stojící na místním hřbitově. Je chráněnou památkou (D-7-71-112-1).

## Popis
Byla postavena roku 1833 jako kryptová kaple pro pány z Gravenreuthu. Dne 19. září 1833 ji vysvětil augsburský biskup Ignaz Albert von Riegg.
Budova, kterou navrhl architekt Johann Michael Voit, je jednolodní s jižní orientací. Má valenou klenbu a končí půlkruhovou apsidou. Na sedlové střeše je sanktusník, který je korunován křížkem. Ve výklencích apsidy jsou náhrobky Karla Ernsta z Gravenreuthu a Eleanory Gravenreuth († 1832) s bustami od Johanna Halbiga z roku 1858.